# Centaurothamnus maximus
Centaurothamnus maximus (Forssk.) Wagenitz & Dittrich, 1982 è una specie di pianta angiosperma dicotiledone della famiglia delle Asteraceae. Questa specie è anche l'unica del genere Centaurothamnus Wagenitz & Dittrich, 1982.

## Descrizione

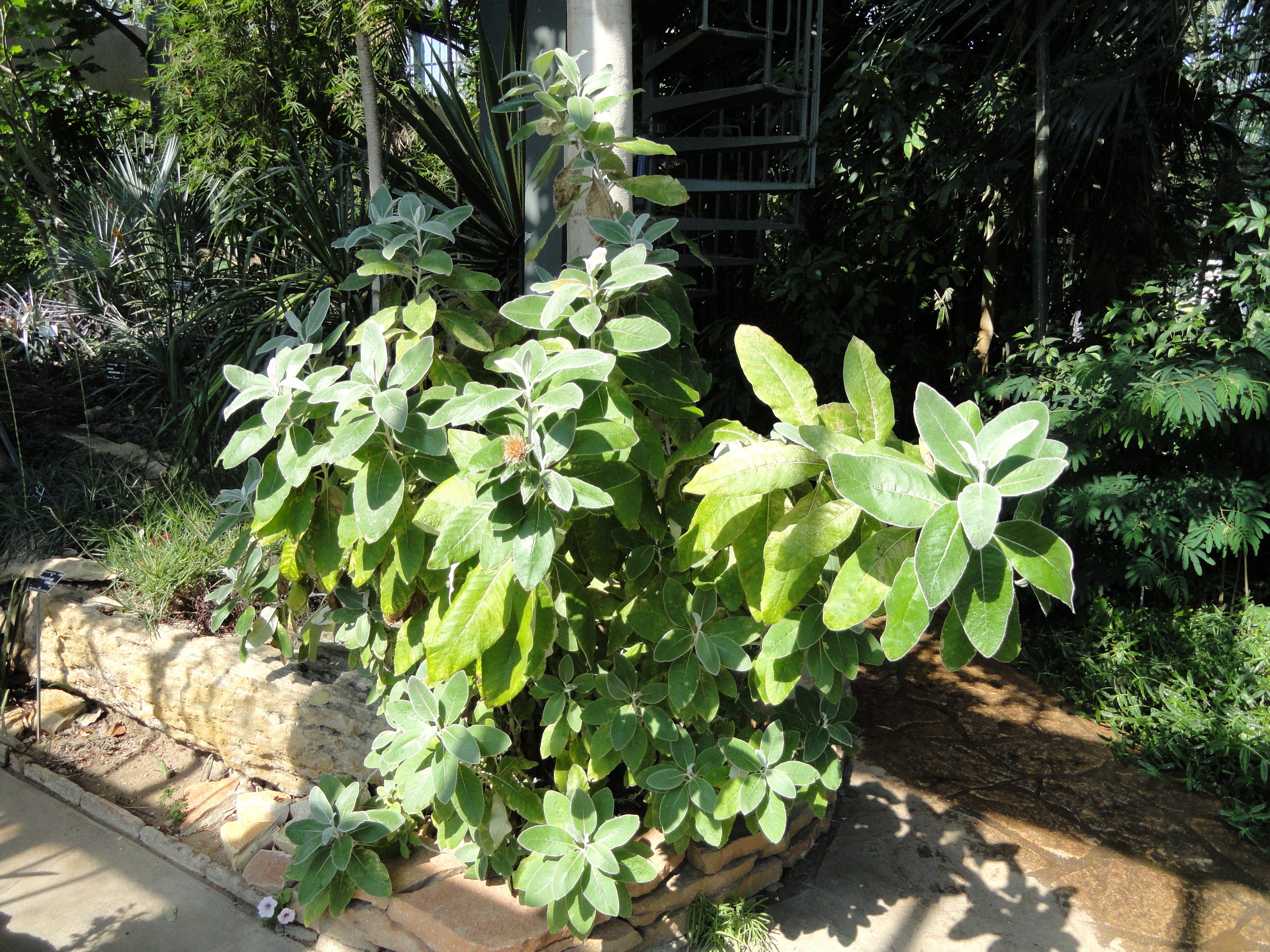
Il portamento

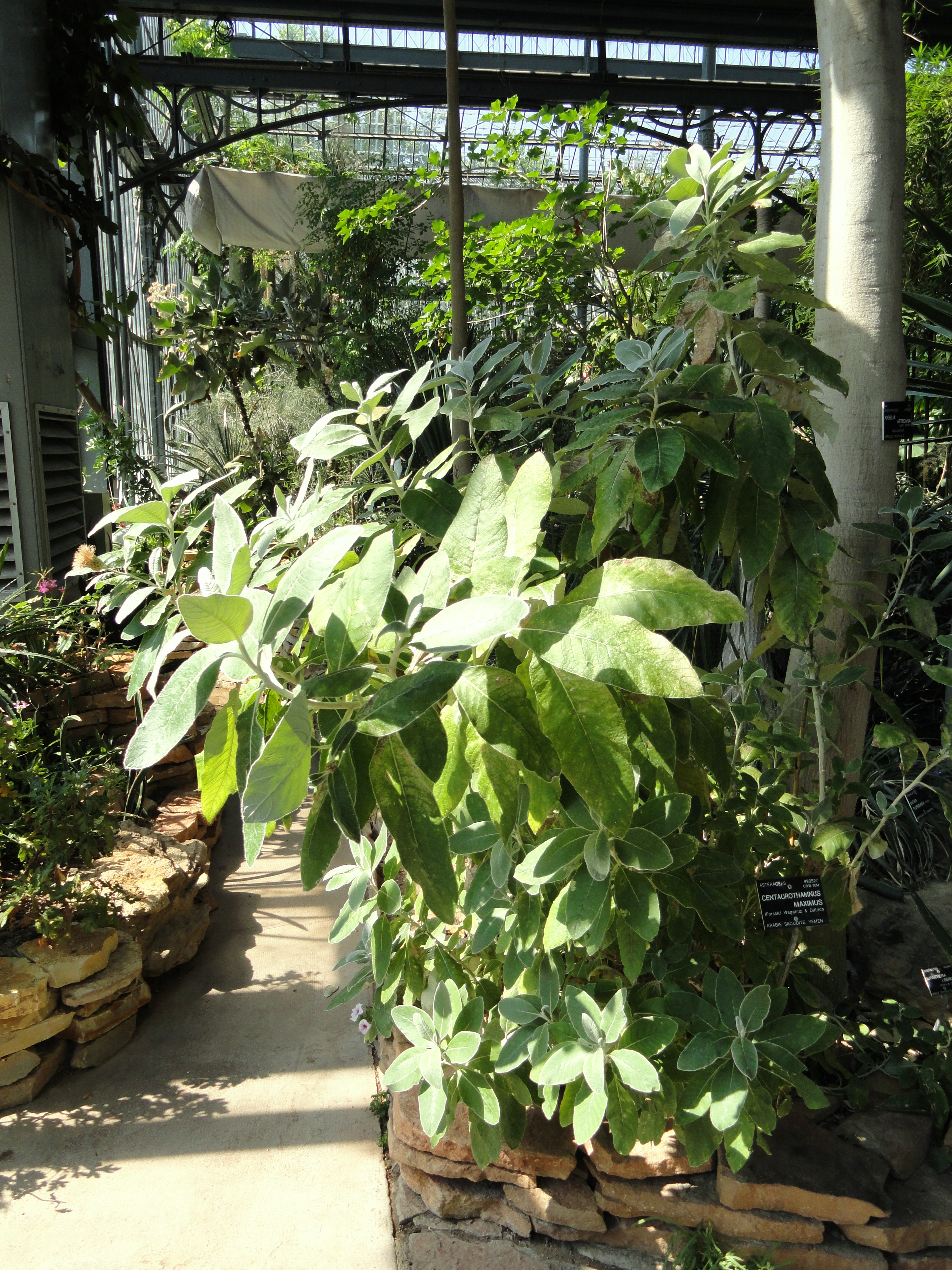
Le foglie

Le specie di questa voce sono piante erbacee arbustive perenni. Sono prive di spine.
Le foglie lungo il caule sono disposte in modo alterno, hanno una lamina intera a forma lanceolata. La superficie inferiore è bianco-lanosa con una marcata venatura; quella superiore può essere tomentosa o glabrescente con il tempo.
Le infiorescenze si compongono di capolini eterogami terminali e solitari. I capolini sono formati da un involucro a forma da cilindrica a ovoidale composto da brattee (o squame) all'interno del quale un ricettacolo fa da base ai fiori tutti tubulosi. Le brattee dell'involucro, disposte su più serie in modo embricato, sono di varie forme con superficie scabrosa a 6 venature; hanno delle piccole appendici lanose colorate di marrone scuro. Il ricettacolo normalmente è setoso.
I fiori sono tutti del tipo tubuloso. I fiori sono tetra-ciclici (ossia sono presenti 4 verticilli: calice – corolla – androceo – gineceo) e pentameri (ogni verticillo ha 5 elementi). I fiori in genere sono ermafroditi e actinomorfi. I fiori esterni sono sterili e radiati.
- Formula fiorale:

- /x K {\displaystyle \infty }, [C (5), A (5)], G 2 (infero), achenio

- Calice: i sepali del calice sono ridotti ad una coroncina di squame.
- Corolla: la corolla in genere è colorata di rosastro.
- Androceo: gli stami sono 5 con filamenti liberi, glabri e papillosi, mentre le antere sono saldate in un manicotto (o tubo) circondante lo stilo.[9]
- Gineceo: lo stilo è filiforme; gli stigmi dello stilo sono due divergenti. L'ovario è infero uniloculare formato da 2 carpelli.

Il frutto è un achenio con pappo. Gli acheni hanno delle forme lineari-oblunghe con increspature glabre. La superficie ha delle piccole areole contenenti del elaisoma rudimentale. Il pericarpo dell'achenio è sclerificato; alla sommità l'achenio è provvisto di una piastra. Il pappo (persistente) è inserito in un anello parenchimatico sulla piastra apicale ed è doppio. L'ilo è basale.

## Biologia
- Impollinazione: l'impollinazione avviene tramite insetti (impollinazione entomogama).
- Riproduzione: la fecondazione avviene fondamentalmente tramite l'impollinazione dei fiori (vedi sopra).
- Dispersione: i semi cadendo a terra (dopo essere stati trasportati per alcuni metri dal vento per merito del pappo – disseminazione anemocora) sono successivamente dispersi soprattutto da insetti tipo formiche (disseminazione mirmecoria).

## Distribuzione
Le specie di questa voce si trovano nella Penisola Araba.

## Tassonomia
La famiglia di appartenenza di questa voce (Asteraceae o Compositae, nomen conservandum) probabilmente originaria del Sud America, è la più numerosa del mondo vegetale, comprende oltre 23.000 specie distribuite su 1.535 generi, oppure 22.750 specie e 1.530 generi secondo altre fonti (una delle checklist più aggiornata elenca fino a 1.679 generi). La famiglia attualmente (2021) è divisa in 16 sottofamiglie.
La tribù Cardueae (della sottofamiglia Carduoideae) a sua volta è suddivisa in 12 sottotribù (la sottotribù Centaureinae è una di queste).

### Filogenesi
La classificazione della sottotribù rimane ancora problematica e piena di incertezze. Il genere di questa voce è inserito nel gruppo tassonomico informale Rhaponticum Group formato da 6 generi. La posizione filogenetica di questo gruppo nell'ambito della sottotribù è abbastanza "basale" tra i gruppi informali Volutaria Group e Serratula Group.
Il numero cromosomico delle specie di questa voce è: 2n = 28.

### Sinonimi
Sono elencati alcuni sinonimi per questa specie:
- Centaurea maxima Forssk.
- Centaurea verbascifolia Vahl